# 曾光明 (环境科学家)
曾光明（1962年12月—），男，汉族，湖南华容人，中国环境科学家，湖南大学及里贾纳大学环境科学及环境工程专业教授，主要从事环境系统分析等方面的研究。中国教育部第六批“长江学者”特聘教授，曾参与"863"等多个国家重点项目，取得国家科技进步奖二等奖、国家发明奖二等奖等奖项。

## 生平
1978年9月至1988年6月就读于武汉大学。1988年7月起在湖南大学工作，曾任湖南大学环境科学与工程学院院长等。
1989年至2002年，曾在法国巴黎第一大学、巴黎第四大学、里昂第一大学、法国科学中心、里贾纳大学等地开展合作研究。

## 学术兼职
担任国际环境信息系统协会副主席、中国机械工程学会环境保护分会常务理事、国家教育部环境科学与工程教学指导委员会委员等。
担任Journal of Environmental Informatics 副主编，《应用基础与工程学报》、《水电能源科学》、《水科学进展》、《安全与环境工程》、《环境微生物杂志》、《环境工程学报》、《环境工程技术学报》、《中国有色金属学报》、《环境工程》、《环境科学》编委等。